# 徐志摩故居
徐志摩故居位于中国浙江省嘉兴海宁市硖石街道干河街38号，为中国现代诗人、散文家徐志摩与陆小曼新婚后的居所，建于1926年，20世纪80年代初徐氏后人将其捐赠与国家，1999年由海宁市政府投资修复并作为纪念馆对外开放，2006年拆除南侧临干河街后期建造的房屋并新建入口，“诗楼新月”被评为海宁十景之一。
该建筑为中西合壁式砖木结构二层楼房，前后两进，主副楼均为三间二层，前带东西厢楼，后楼屋顶设有可登临的露台，台门匾额“诗人徐志摩故居”为金庸所书，前厅名安雅堂，匾额为启功补书，后侧花园内有井名“爱之清泉”。今底层设有徐志摩家世、生平及思想陈列和文学活动陈列，顶层设有徐志摩与陆小曼的新婚卧房及书房“眉轩”、中厅、徐母房间和张幼仪房间等复原陈列。
此外在硖石街道西南河街17号原有徐志摩祖居及出生地，约建于清嘉道年间，分为四进，正厅名慎思堂，2001年被拆除。